# Національний інститут стратегічних досліджень
Націона́льний інститу́т стратегі́чних дослі́джень (НІСД) — науково-дослідна установа, підпорядкована Президентові України.
Юридично-субординаційно знаходиться в структурі Державного управління справами.

## Історія Інституту
Національний інститут стратегічних досліджень створено Указом Президента України від 4 березня 1992 року № 127. Організатор та перший директор НІСД — академік НАН України Сергій Іванович Пирожков.
Від 21 листопада 1996 року до 12 червня 2001 року Інститут очолював заступник Секретаря Ради національної безпеки і оборони України (РНБОУ) Олександр Федорович Бєлов. 15 червня 2001 року Указом Президента України призначено виконувачем обов'язків директора Національного інституту стратегічних досліджень доктора економічних наук Олександра Степановича Власюка. Від червня 2002 року Указом Президента України за № 506 призначено директором НІСД доктора економічних наук професора Анатолія Степановича Гальчинського.
19 жовтня 2000 року Національний інститут стратегічних досліджень було підпорядковано Адміністрації Президента України.
Указом Президента України № 1158/2002 від 16 грудня 2002 року Інститут підпорядковано Президентові України, визначено базовою науково-дослідною установою аналітико-прогнозного супроводження діяльності Президента України, затверджено Статут Інституту.
З 30 липня 2018 директор НІСД — Павленко Ростислав Миколайович.
З 17 травня до 13 серпня 2019 тимчасовий виконувач обов'язків директора НІСД — Яблонський Василь Миколайович.
З 13 серпня 2019 до 23 липня 2021 директор НІСД — Литвиненко Олександр Валерійович.
З 10 вересня 2021 директор НІСД — доктор філол. наук Олександр Вікторович Богомолов.

## Організаційна структура НІСД
Національний інститут стратегічних досліджень складається з головного інституту в Києві та регіональних філій в Дніпрі, Одесі, Ужгороді, які проводять спеціалізовані наукові дослідження та постійний моніторинг суспільно-політичної ситуації у відповідних регіонах.

### Структура головного інституту в Києві
- Дирекція
- Наукові підрозділи
- Функціональні підрозділи

## Основні завдання
Відповідно до поставлених перед Інститутом завдань вчені НІСД працюють над стратегіями розвитку держави, фундаментальними й прикладними дослідженнями суспільно-політичного та соціально-економічного розвитку України, а також її окремих складових: геополітичної, зовнішньополітичної, внутрішньополітичної, гуманітарної, економічної, інформаційної, регіональної, соціально-демографічної тощо.
Основні завдання та напрями діяльності Інституту:
- підготовка Експертної доповіді до Щорічного Послання Президента України до Верховної Ради України;
- надання Президентові України, органам державної влади наукових рекомендацій щодо прийняття конкретних рішень;
- наукова експертиза законопроєктів, правових актів та державних заходів соціально-політичного спрямування;
- розробка моделей суспільного розвитку України;
- оптимізація методології прийняття соціально-політичних рішень;

## Керівники
1. Пирожков Сергій Іванович (1992—1996)
2. Бєлов Олександр Федорович (1996—2001)
3. Власюк Олександр Степанович, в.о. (2001—2002)
4. Гальчинський Анатолій Степанович (2002—2005)
5. Гринів Ігор Олексійович (2005)
6. Рубан Юрій Григорович (2005—2010)
7. Єрмолаєв Андрій Васильович (2010—2014)
8. Жаліло Ярослав Анатолійович (2014) в.о.
9. Горбулін Володимир Павлович (2014—2018)
10. Павленко Ростислав Миколайович (2018—2019)
11. Яблонський Василь Миколайович (2019) т.в.о
12. Литвиненко Олександр Валерійович (2019—2021)
13. Богомолов Олександр Вікторович (2021)